# David Klingspor
David Magnus Klingspor, född 6 december 1864 på Götala i Styra socken, död 5 januari 1950 i Kurrebo, Urshults församling, var en svensk militär och fruktodlare.
David Klingspor var son till kaptenen David Magnus Klingspor. Han avlade mogenhetsexamen i Stockholm 1888 och officersexamen 1893, avancerade vid Karlskrona grenadjärregemente till kapten 1905 och övergick till reserven 1917. Han köpte gårde Sånnahult Storegård 1899, som sedermera blev Kurrebo, eftersom kaptenen hade smeknamnet Kurre. Klingspor bebyggde Kurrebo år 1900 och lät plantera 3000 fruktträd under sin tid på gården. Han var en förgrundsgestalt för fruktodlarna i Urshult och verkade mycket för att marknadsföra bygden, och Urshult blev känt som ett av Sveriges främsta fruktdistrikt, "Smålands trädgård". 
1939 gav en rekordskörd på 100 ton. 1942 sålde han odlingarna till Kronobergs läns hushållningssällskap, där han var ledamot av förvaltningsutskottet 1910–1930, vice ordförande 1926–1930 och vars stora guldmedalj han erhöll 1930. Klingspor var styrelseledamot i Pomologiska föreningen 1911–1938, i Svenska fruktföreningen UPA 1920-1935 och ledamot av Lantbruksrådet 1921–1927. Han tillhörde styrelsen för Södra Sveriges fiskeriförening 1906–1942 och var dess VD 1917–1934. I Smålands med flera provinsers hypoteksförening var han styrelseledamot 1917–1941, VD 1931–1941 och ordförande 1936–1937.
Gården köptes 1942 av Hushållningssällskapet men sedan 1996 ägs den av Tingsryds kommun och förvaltas av stiftelsen Kurrebo som en idé- och visningsträdgård.